# كليف سيمون
كليف سيمون (بالإنجليزية: Cliff Simon)‏ هو ممثل جنوب أفريقي، ولد في 7 سبتمبر 1962 بجوهانسبرغ في جنوب أفريقيا.

## أعمال

### أفلام
- (2008) كونتينوم[3]

## وصلات خارجية
- كليف سيمون على موقع IMDb (الإنجليزية)
- كليف سيمون على موقع ميوزك برينز (الإنجليزية)
- كليف سيمون على موقع قاعدة بيانات الفيلم (الإنجليزية)